# 喬哈塔區

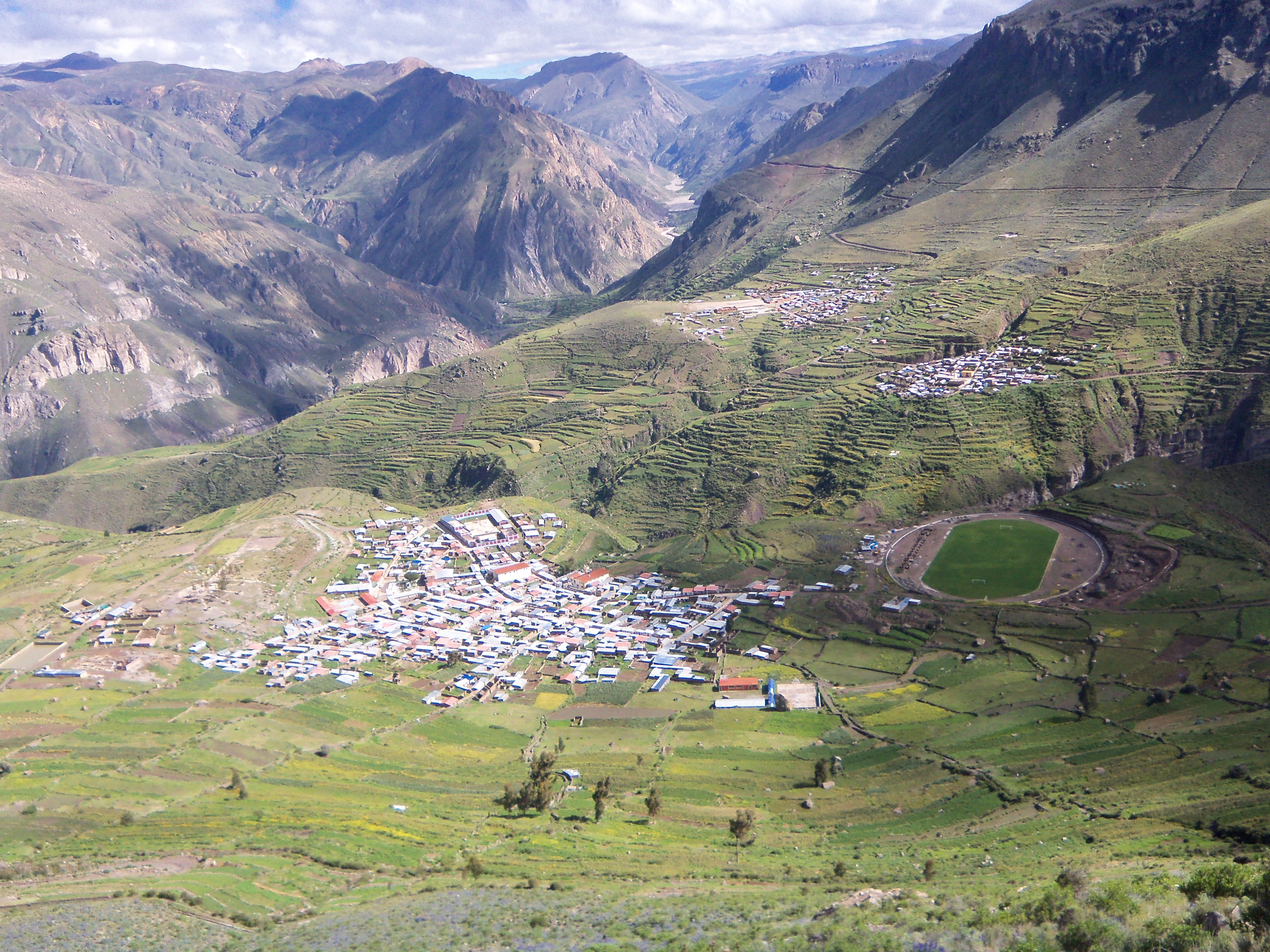

16°23′19″S 70°43′49″W / 16.3885°S 70.7303°W
喬哈塔區（西班牙語：Distrito de Chojata），是秘魯的一個區，位於該國南部莫克瓜大區的桑切斯將軍山省，始建於1955年2月15日，面積847.9平方公里，海拔高度3,625米，2005年人口1,986，人口密度每平方公里2.3人。